# Gryllacris mjorbergi
Gryllacris mjorbergi är en insektsart som beskrevs av Heinrich Hugo Karny 1925. Gryllacris mjorbergi ingår i släktet Gryllacris och familjen Gryllacrididae. Inga underarter finns listade i Catalogue of Life.